# Arto Tolsa
Arto Vilho Tolsa (* 9. August 1945 in Kotka; † 30. März 1989 ebenda) war ein finnischer Fußballspieler.

## Laufbahn
Tolsa spielte für Kotkan Työväen Palloilijat (KTP) in der Mestaruussarja. In 201 Spielen zwischen 1963 und 1982 gelangen ihm 126 Tore. In der Saison 1964 wurde er mit 26 Toren in 22 Spielen Torschützenkönig. 1967 gewann er mit dem finnischen Pokal seinen ersten Titel.
1968 wechselte Tolsa zu Beerschot VAC. Hier gelangen ihm in 200 Spielen 14 Tore. 1971, 1974 und 1977 wurde er als Fußballer des Jahres in Finnland ausgezeichnet. 1979 kehrte er nach Finnland und zu KTP zurück. Er wurde 1980 mit dem Verein finnischer Pokalsieger und beendete mit diesem Titelgewinn seine aktive Laufbahn.
Tolsa bestritt zudem 77 Länderspiele für Finnland.
Tolsa hatte nach seiner Karriere Alkoholprobleme und starb 1989 43-jährig an einer Krankheit. Der FC KTP Kotka, Nachfolgerverein von Kotkan Työväen Palloilijat, trägt seine Heimspiele in der nach dem Spieler benannten Arto Tolsa Areena aus.